# Кобзар (альбом)
Кобзар — четвертий студійний альбом українського гурту «Гайдамаки», випущений 1 лютого 2008 року лейблами AntenaKrzyku/Lou&RockedBoys у Польщі, та Eastblok music у Німеччині і Західній Європі.
Тижнем пізніше, в Україні, альбом був виданий фірмою COMP Music/EMI.
Запис відбувся навесні 2007 року, на студії DR Studio «Wisla», у невеликому містечку Вісла, що у Польщі. Студія була розташована у горах, та мала аналогове обладнання (його можна побачити у кліпі на пісню Message). Все це помітно вплинуло на якість запису.
Мікс та мастеринг робився на варшавській студії AS One Studio. Перед виходом платівки, у Польщі, був виданий сингл— Kobzar-prolog.

## Музиканти
- Олександр Ярмола — вокал, сопілка, коса, вірші
- Іван Леньо — акордеон, бек-вокал, цимбали, Hammond BX3, електронні ефекти
- Еугеніу «Хайдук» Дідик — труба, Флюгельгорн
- Іван Ткаленко — бандура, бек-вокал
- Олександр Дем'яненко — гітара, мандоліна
- Руслан Оврас — барабани, перкусія
- Володимир Шерстюк — бас-гітара

### Запрошені музиканти
- Саня Франкевич — бек-вокал (Ефір)
- Кжиштув «GrabaZ» Грабовскі — вокал (Massage)
- Reggaenerator та Pablopavo (гурт Vavamuffin) — вокал (Massage)
- Brother Culture — вокал (Вітер Віє Hard Work AS One Remix)
- Маланка Леньо — вокал (Маланка)
- Bigga та Dave (Zion Trane) — духова секція (Вітер Віє Hard Work AS One Remix)

## Композиції
1. Вступ (0:21)
2. Ефір (4:36)
3. Їду трамваєм (3:32)
4. Message (4:21)
5. Маланка (4:35)
6. Мені здається (4:49)
7. Чотири двори (3:38)
  - Трек відсутній у німецькому виданні
8. Спокуса (3:14)
9. Роса (6:04)
10. Чорна стріла (5:28)
  - Трек відсутній у німецькому виданні (4:19)
11. Лелеки (3:57)
12. Маруся (2:38)
13. Їхав козак (4:44)
14. Вітер віє (6:20)
15. Вітер віє (Hard Work AS One Remix) (4:45)
  - Трек відсутній в українському виданні

Музика — Гайдамаки 

Вірші — Олександр Ярмола

крім 14 — вірші народні

## Цікаві факти
- Наразі це останній альбом гурту виданий лейблом COMP Music.
- Свій альбом Гайдамаки хотіли назвати «Кобзар IS NOT DEAD», але їх західні партнери з East Blok наполегливо попросили прибрати «IS NOT DEAD» і залишити лише «Кобзар». За словами видавача, європейський слухач донесхочу переситився замусоленими гаслами доби наркотиків і рок-н-ролу, і спраг за якоюсь диковинкою зі Сходу, але в її чистому, первозданному вигляді.